# Edessa (Grècia)

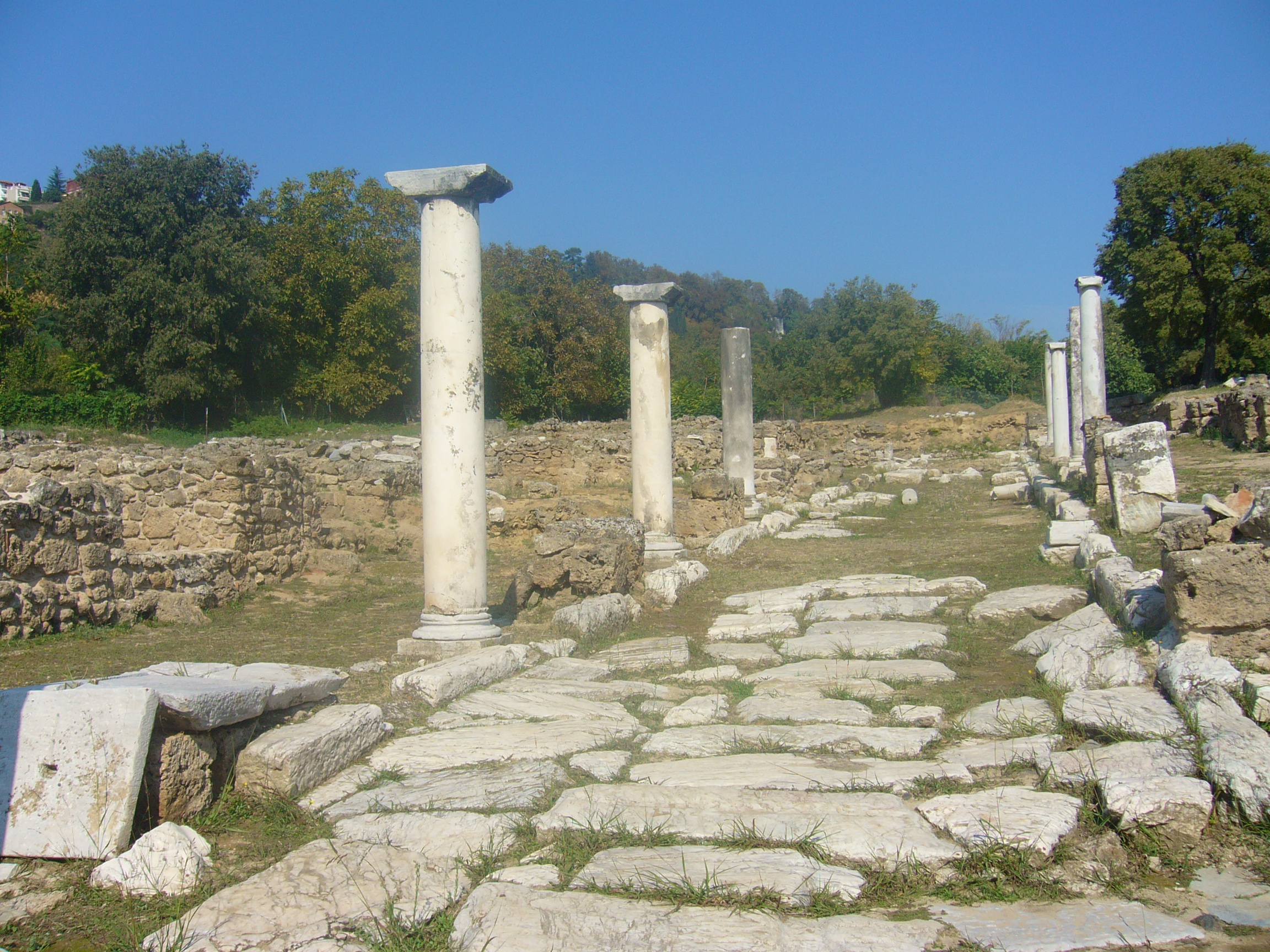
Ruïnes antigues

Edessa (medieval: Vodena, turc: Vodina, otomà: Wodina) és una ciutat de Grècia amb uns 25.000 habitants, al nord del país. És capital de la prefectura de Pel·la a la regió de Macedònia central. El seu nom derivaria de l'il·liri i voldria dir 'ciutat de l'aigua'. El seu nom eslau té el mateix significat. Al llarg de la història ha tingut diferents noms.

## Història
A l'edat mitjana, fou ocupada pels eslaus i va portar el nom de Bodena o Vodena, i també Voden (Воден); fou recuperada per l'emperador Basili II; al final del segle xiv era governada per toparques grecoserbis. Fou finalment conquerida pels otomans, en la campanya d'Evrenos Beg, que va aconseguir la cooperació de l'arcont local Kel Petros, que va trair els seus en una data incerta que, segons les fonts turques, fou entre 1372 i 1374, i al mateix temps que Véria, mentre que segons les fonts gregues fou el 1380; els romans d'Orient la van recuperar en data desconeguda i la van conservar fins al 1430, quan va tornar a mans dels otomans; en turc es va dir Vodina (i també Edessa) i en aromà Edessa o Vudena i fou part del sandjak de Selanik administrat per arconts locals. Fou descrita per Katib Çelebi. El 1668 la va visitar Evliya Çelebi, que diu que tenia 100 cases, 30 botigues, 10 kans i 7 esglésies ortodoxes.
El 1770 va participar en la revolta d'Orlov inspirada per Rússia. Entre 1798 i 1822 va estar sota domini d'Ali Pasha Tepedelenli, i després va participar en la Guerra de la independència. Els búlgars van reclamar la zona als anys 1860. El 18 d'octubre de 1912, durant la Primera Guerra balcànica fou incorporada a Grècia i el 1913 va canviar el seu nom a Edessa, que conserva actualment.